# Kirche Hl. Großmärtyrer Dimitri (Zemun)
Die Kirche Hl. Großmärtyrer Dimitri (serbisch: Црква светог великомученика Димитрија, Crkva svetog velikomučenika Dimitrija), bekannt auch als Hariševa kapela (Харишева капела), ist eine Serbisch-orthodoxe Friedhofskirche in der serbischen Hauptstadt Belgrad. 
Sie ist mit anderen orthodoxen und katholischen Kirchen ein Wahrzeichen Zemuns und ist ein staatlich geschütztes Kulturdenkmal. Das von 1874 bis 1878 erbaute Gotteshaus, ist die Friedhofskirche der Kirchengemeinde Zemun im Dekanat Zemun–Novi Beograd der Erzeparchie Belgrad und Karlovci der serbisch-orthodoxen Kirche. 

## Lage

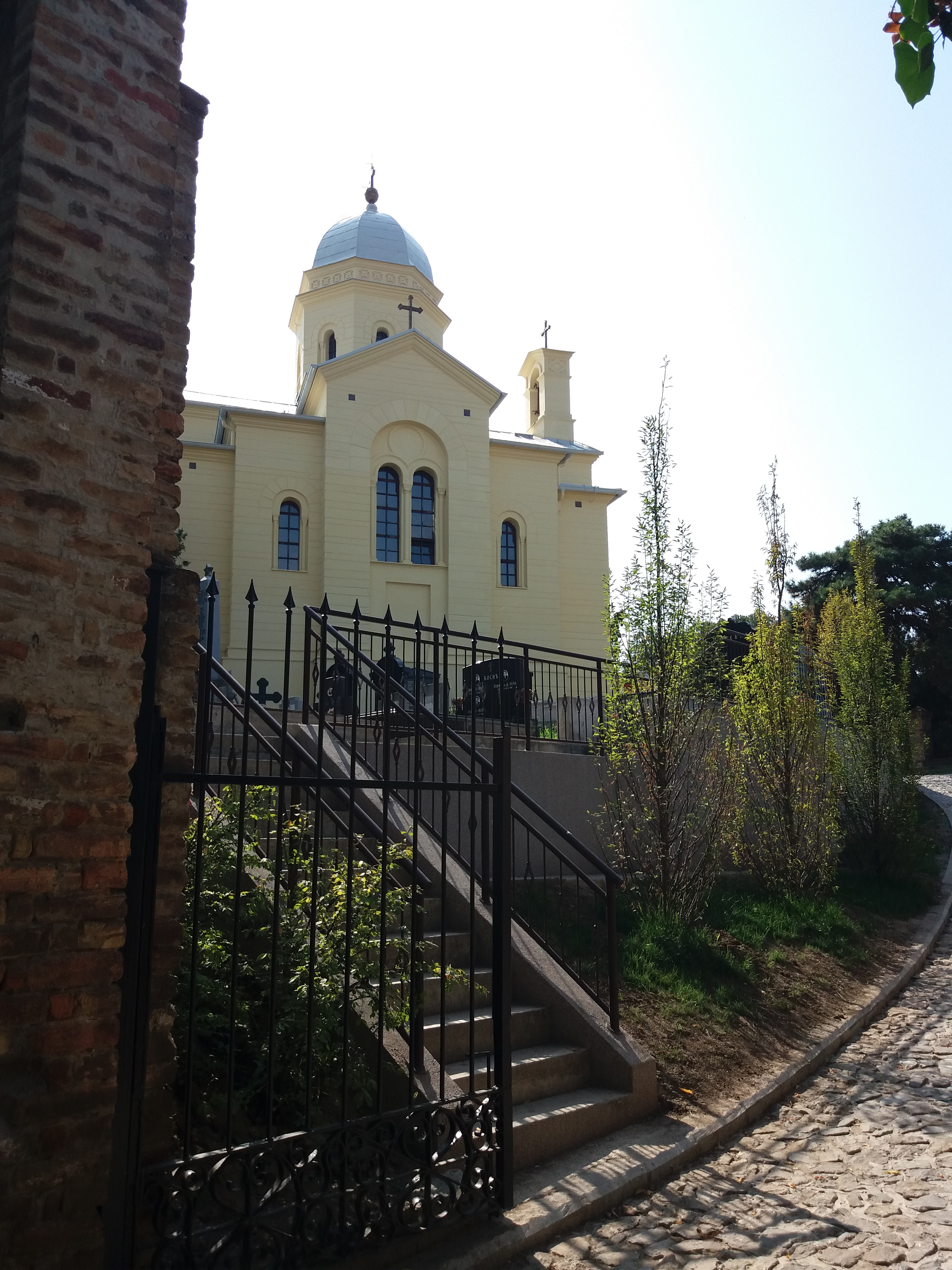
Die Kirche Hl. Großmärtyrer Dimitri

Der Zemuner Friedhof ist ein Kulturdenkmal und eine Ruhestätte, wo Angehörige verschiedener Konfessionen bestattet wurden. Das Erscheinungsbild des orthodoxen Teils des Friedhofs wird von der Kirche Hl. Großmärtyrer Dimitri dominiert. 
Die Kirche steht im Zentrum des Belgrader Stadtteils Zemun, an der Straße Grobljanska Ulica. Nahe der Kirche befindet sich die Straße Ulica Sibinjanin Janka. Das Gotteshaus steht nicht weit vom Ufer der Donau. Gegenüber der Kirche befindet sich der Gardoš-Turm, ein weiters Zemuner Wahrzeichen.

## Geschichte

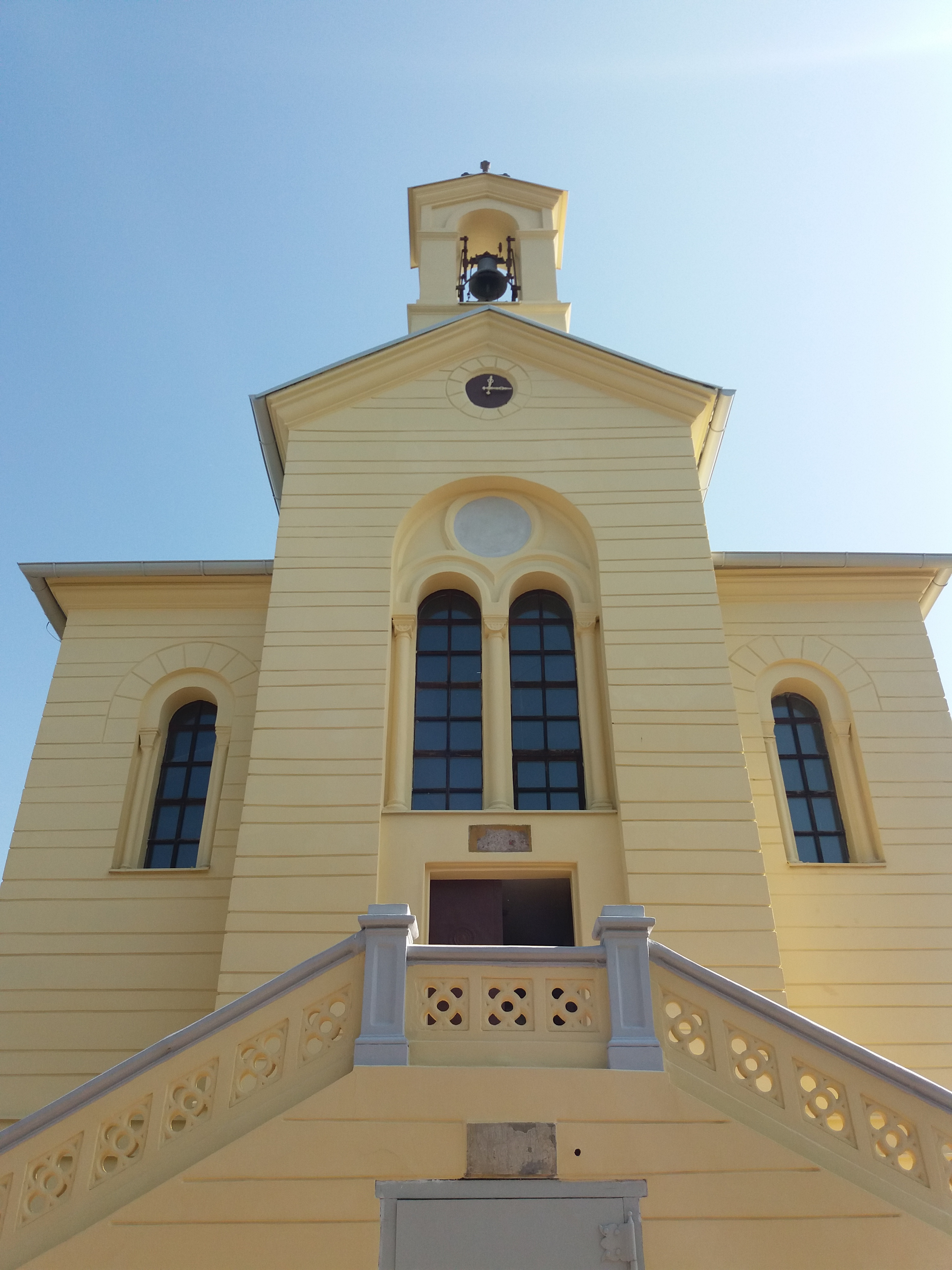
Frontalansicht der Kirche

Die Kirche wurde von 1874 bis 1878 im Auftrag des Zemuner Kaufmanns Grigorije Hariš und seiner Söhne Dimitrije und Konstantin, gebürtig aus Novi Sad, erbaut und dem Hl. Großmärtyrer Dimitri geweiht, dem Schutzpatron (Slava) der Familie Petrović. 
Der auch als Hariševa kapela (Kapelle des Hariš) bekannte Kirchenbau geht auf ein Vermächtnis seiner Frau Marija, geb. Petrović, der Tochter des wohlhabenden Kaufmanns Dimitrije Petrović aus Zemun, zurück, die als eigentliche Ktitorin der Kirche gilt. Die angesehene Familie besaß Ländereien in Timisoara, Budapest und Zemun.
Am Bau beteiligt waren der Architekt Svetozar Ivačković, der Baumeister Josif Marks, der Maler Pavle Simić, der die Ikonen der Ikonostase und die Fresken malte, Jovan Kistner, der Tischler der Ikonostase und Samuel Kolmajer, der die Ikonostase vergoldete. Unterhalb des Kirchengebäudes befindet sich die Krypta, mit einem Familiengrab.
Die Kirche wurde im Ersten Weltkrieg schwerst zerstört und im Jahre 1931 renoviert. Am 28. August 1931 wurde die Kirche vom Priester Marković mit der Assistenz von Priester Paunović neu eingeweiht. Zu diesem feierlichen Ereignis waren viele Gläubige erschienen. 

## Architektur
Der Bau wurde in der neobyzantinischen Architektur, genauer im Serbisch-byzantinischen Stil, über dem Grundriss eines griechischen Kreuzes errichtet und mit einer Kuppel an der Kreuzung der Seitenarme des Kirchenschiffes versehen. 
Die u. a. für die beiden Zemuner Familien Petrović-Hariš bedeutende Kirche ist ein Werk des bekannten serbischen Architekten Svetozar Ivačković an der Wende vom 19. zum 20. Jahrhundert. Das Bemalen der Fresken und der 1874 angefertigten Ikonen der Ikonostase im Stile des Klassizismus sind die letzten Werke von Pavle Simić. 

### Rekonstruktion der Kapelle von 2017 bis 2020

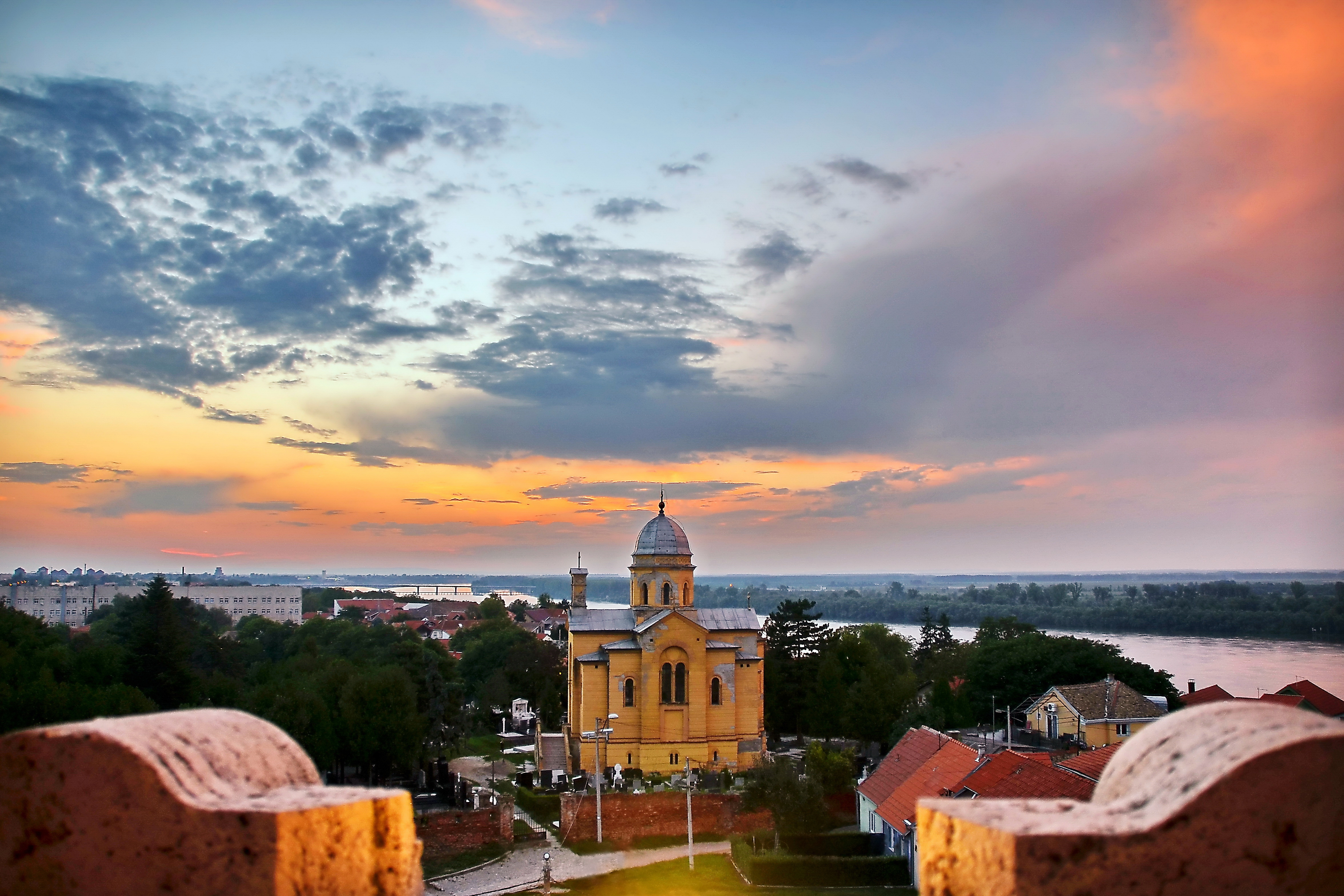
Die Kapelle vor der Renovierung mit der Donau

Die Kirche wurde eine längere Zeit nicht renoviert, was dazu führte, dass ihr Dach fast einstürzte, die Fassade abblätterte und die Wände im Inneren vom Kerzenrauch geschwärzt waren. 
Aufwendig wurde die Kirche von 2017 bis 2020 erneuert. Die Mittel für einen Teil der Arbeiten wurden von der Kirchengemeinde Zemun bereitgestellt. In dieser ersten Phase wurde der Holzschnitt der Ikonostase aufgefrischt, die Fassade und das Dach repariert bzw. neu gestrichen. Auch Belgrader Bürger spendeten Geld zur Kirchenerneuerung. 
Es wurden der Altar und das Naos mit allen Fresken, Ornamenten und dem Kunstmarmor erneuert. Das Gewölbe wurde im sogenannten byzantinischen Blau neu gestrichen. 
Auch bekam das Gotteshaus neue elektrische Installationen im Inneren und Äußeren angebracht, wo spezielle LED-Lampen installiert wurden. Auch bekam die Kirche einen neuen Kronleuchter, hergestellt in der Ukraine. 
Die Kirche besitzt zwei Ebenen. Die unterirdische Krypta wurde vollständig rekonstruiert, und jetzt werden dort Totenmessen abgehalten, während im oberen Teil der Kirche jeden Samstag, Sonntag und an Feiertagen Gottesdienste abgehalten werden.
Für den Wiederaufbau der Kirche wurden Experten beauftragt, da alle Arbeiten unter der Aufsicht des Instituts für den Schutz von Kulturdenkmälern der Stadt Belgrad standen. Auch hatte der damalige Patriarch Irinej die Arbeiten an der Kirche gesegnet.